# Albert Borschette
Albert Borschette (Diekirch, 14 de junio de 1920 – Bruselas, 8 de diciembre de 1976) fue un diplomático y escritor luxemburgués. 
Formó parte de la Comisión Europea entre 1970 y 1976, ocupando el cargo de Comisario Europeo de Competencia y de Política Regional.

## Biografía
Nació el 14 de junio de 1920, en la ciudad de Diekirch. Estudió ciencias políticas en la Ciudad de Luxemburgo, ampliando luego sus estudios en Aix-en-Provence, Innsbruck, Múnich y París.
Sin afiliación política, en el año 1958 fue nombrado Representante permanente de Luxemburgo en las Comunidades Europeas, cargo que ocuparía hasta finales de 1970. En aquel año pasaría a formar parte de la Comisión Malfatti como Comisario Europeo de Competencia y de Política Regional. Ocuparía ese cargo también en la Comisión Mansholt (entre 1972 y 1973) y en la Comisión Ortoli (1973-1977) mantendría la cartera de Competencia. No finalizaría el mandato en la Comisión Ortoli debido a su prematura muerte en diciembre de 1976.
Murió el 8 de diciembre de 1976 en la ciudad de Bruselas.

## Obra literaria
De su obra como escritor cabe citar las siguientes obras:
- 1946: Journal russe
- 1952: Itinéraires
- 1954: Literatur und Politik
- 1959: Continuez à mourir
- 1960: Itinéraires soviétiques

- Datos: Q1384198
- Multimedia: Albert Borschette / Q1384198